# Aleksandr Asatkin-Władimirski
Aleksandr Asatkin-Władimirski, ros. Александр Николаевич Асаткин-Владимирский (ur. 15 października 1885 w okolicach Kostromy, zm. w lipcu 1937 roku) – radziecki działacz państwowy, komunista, I sekretarz Komunistycznej Partii (bolszewików) Białorusi.
W 1904 roku wstąpił do SDPRR, przyłączając się do jej bolszewickiego skrzydła. Za działalność rewolucyjną wielokrotnie więziony przez władze carskie. W 1921 roku delegowany przez władze radzieckie do Turkiestańskiej ASRR – sprawował tam m.in. funkcję narkoma rolnictwa. Od 1922 roku na stanowisku instruktora KC RKP(b). W latach 1923–1924 sprawował urząd I sekretarza Komunistycznej Partii (bolszewików) Białorusi.
W 1937 roku aresztowany, skazany na karę śmierci i stracony.